# Комлино
Комлино — деревня в Кирилловском районе Вологодской области.
Входит в состав Чарозерского сельского поселения, с точки зрения административно-территориального деления — в Чарозерский сельсовет.
Расстояние по автодороге до районного центра Кириллова — 72,5 км, до центра муниципального образования Чарозера — 12 км. Ближайшие населённые пункты — Дренево, Росликово, Сергеево.
По переписи 2002 года население — 6 человек.